# شيلم منقبض
الشيلم المنقبض (باللاتينية: Secale strictum) نوع نباتي يتبع جنس الشيلم من الفصيلة النجيلية.

## الموئل والانتشار
موطنه بعض مناطق الوطن العربي (بلاد الشام والمغرب العربي) وحوض المتوسط والقوقاز وشرق أوروبا .

## مرادفات للاسم العلمي
- (باللاتينية: Triticum strictum C. Presl)
- (باللاتينية: Triticum strictum C. Presl)
- (باللاتينية: Secale montanum Guss.)
- (باللاتينية: Secale rhodopaeum Delip.)
- (باللاتينية: Secale montanum subsp. rhodopaeum (Delip.) Kožuharov)